# Kitty (film 1929)
Kitty è un film del 1929 diretto da Victor Saville.

## Produzione
Il film fu prodotto dalla  British International Pictures (BIP) e Burlington Films.

## Distribuzione
Nel Regno Unito, il film fu distribuito dalla Wardour Films, mentre negli Stati Uniti venne presentato dalla Sono Art-World Wide Pictures.